# Hoàng Anh Gia Lai
Hoàng Anh Gia Lai (po wietnamsku Câu lạc bộ bóng đá Hoàng Anh Gia Lai) to wietnamski klub piłkarski z siedzibą w Pleiku. Obecnie występuje w wietnamskiej ekstraklasie. Domowe spotkania rozgrywa na stadionie Pleiku Stadium.
Niedawno klub podpisał umowę z angielskim Arsenalem Londyn, która mówi o otwarciu młodzieżowej akademii w Pleiku. HAGL będzie także wyłącznym dystrybutorem produktów Arsenalu na terenie południowo-wschodniej Azji.

## Sukcesy
- Mistrzostwo Wietnamu : 2

2003, 2004
- Superpuchar Wietnamu: 2

2003, 2004

## Występy w Azjatyckiej Lidze Mistrzów
- Azjatycka Liga Mistrzów: 2 appearances

2004: Faza grupowa
2005: Faza grupowa

## Trenerzy od 2005 roku
| Imię i nazwisko      | Narodowość | Okres urzędowania | Sukcesy |
| -------------------- | ---------- | ----------------- | ------- |
| Arjhan Srong-ngamsub | Tajlandia  | 2003-2005         |         |
| Kiatisuk Senamuang   | Tajlandia  | 2006              |         |
| Chatchai Paholpat    | Tajlandia  | 2006-2007         |         |
| Anant Amornkiat      | Tajlandia  | 2007-2008         |         |
| Dusit Chalermsan     | Tajlandia  | 2008-2009         |         |
| Chatchai Paholpat    | Tajlandia  | 2009              |         |
| Dusit Chalermsan     | Tajlandia  | 2009-obecnie      |         |